# Ministero della difesa nazionale (Turchia)
Il Ministero della difesa nazionale della Repubblica di Turchia (turco Türkiye Cumhuriyeti Millî Savunma Bakanlığı) è il responsabile della difesa della Turchia. Istituito il 3 maggio 1920 dalla Grande Assemblea Nazionale Turca con la denominazione TBMM Müdafaa-i Millîye Vekilleri venne rinominato con l'attuale denominazione nel 1923.

## Lista dei ministri della difesa
|                                              | Nome                                         | Inizio mandato                               | Fine mandato                                 | Partito                                      | Partito                                      |                                              |                                              |                                              |                                              |
| TBMM Müdafaa-i Millîye Vekilleri (1920-1923) | TBMM Müdafaa-i Millîye Vekilleri (1920-1923) | TBMM Müdafaa-i Millîye Vekilleri (1920-1923) | TBMM Müdafaa-i Millîye Vekilleri (1920-1923) | TBMM Müdafaa-i Millîye Vekilleri (1920-1923) | TBMM Müdafaa-i Millîye Vekilleri (1920-1923) | TBMM Müdafaa-i Millîye Vekilleri (1920-1923) | TBMM Müdafaa-i Millîye Vekilleri (1920-1923) | TBMM Müdafaa-i Millîye Vekilleri (1920-1923) | TBMM Müdafaa-i Millîye Vekilleri (1920-1923) |
| -------------------------------------------- | -------------------------------------------- | -------------------------------------------- | -------------------------------------------- | -------------------------------------------- | -------------------------------------------- | -------------------------------------------- | -------------------------------------------- | -------------------------------------------- | -------------------------------------------- |
| 1                                            | Fevzi Çakmak                                 | 3 maggio 1920                                | 5 agosto 1921                                |                                              | Indipendente                                 |                                              |                                              |                                              |                                              |
| 2                                            | Refet Bele                                   | 5 agosto 1921                                | 10 gennaio 1922                              |                                              | Indipendente                                 |                                              |                                              |                                              |                                              |
| 3                                            | Kâzım Özalp                                  | 10 gennaio 1922                              | 30 ottobre 1923                              |                                              | Indipendente                                 |                                              |                                              |                                              |                                              |
| Millî Savunma Bakanları (1923-günümüz)       |                                              |                                              |                                              |                                              |                                              |                                              |                                              |                                              |                                              |
| 1                                            | Kâzım Özalp                                  | 30 ottobre 1923                              | 21 novembre 1924                             |                                              | Partito Popolare Repubblicano                |                                              |                                              |                                              |                                              |
| 2                                            | Fethi Okyar                                  | 22 novembre 1924                             | 3 marzo 1925                                 |                                              | Partito Popolare Repubblicano                |                                              |                                              |                                              |                                              |
| 3                                            | Recep Peker                                  | 4 marzo 1925                                 | 1 novembre 1927                              |                                              | Partito Popolare Repubblicano                |                                              |                                              |                                              |                                              |
| 4                                            | Mustafa Abdülhalik Renda                     | 1 novembre 1927                              | 25 dicembre 1930                             |                                              | Partito Popolare Repubblicano                |                                              |                                              |                                              |                                              |
| 5                                            | Zekai Apaydın                                | 29 dicembre 1930                             | 1 marzo 1935                                 |                                              | Partito Popolare Repubblicano                |                                              |                                              |                                              |                                              |
| 6                                            | Kâzım Özalp                                  | 1 marzo 1935                                 | 18 gennaio 1939                              |                                              | Partito Popolare Repubblicano                |                                              |                                              |                                              |                                              |
| 7                                            | Naci Tınaz                                   | 18 gennaio 1939                              | 5 aprile 1940                                |                                              | Partito Popolare Repubblicano                |                                              |                                              |                                              |                                              |
| 8                                            | Saffet Arıkan                                | 5 aprile 1940                                | 12 novembre 1941                             |                                              | Partito Popolare Repubblicano                |                                              |                                              |                                              |                                              |
| 9                                            | Ali Rıza Artunkal                            | 12 novembre 1941                             | 7 agosto 1946                                |                                              | Partito Popolare Repubblicano                |                                              |                                              |                                              |                                              |
| 10                                           | Cemil Cahit Toydemir                         | 7 agosto 1946                                | 5 settembre 1947                             |                                              | Partito Popolare Repubblicano                |                                              |                                              |                                              |                                              |
| 11                                           | Münir Birsel                                 | 5 settembre 1947                             | 5 giugno 1948                                |                                              | Partito Popolare Repubblicano                |                                              |                                              |                                              |                                              |
| 12                                           | Hasan Saka (vice)                            | 5 giugno 1948                                | 10 giugno 1948                               |                                              | Partito Popolare Repubblicano                |                                              |                                              |                                              |                                              |
| 13                                           | Hüseyin Hüsnü Çakır                          | 10 giugno 1948                               | 22 maggio 1950                               |                                              | Partito Popolare Repubblicano                |                                              |                                              |                                              |                                              |
| 14                                           | Refik Şevket İnce                            | 22 maggio 1950                               | 9 marzo 1951                                 |                                              | Partito Democratico                          |                                              |                                              |                                              |                                              |
| 15                                           | Ahmet Hulusi Köymen                          | 9 marzo 1951                                 | 10 dicembre 1952                             |                                              | Partito Democratico                          |                                              |                                              |                                              |                                              |
| 16                                           | Seyfi Kurtbek                                | 10 dicembre 1952                             | 1 novembre 1953                              |                                              | Partito Democratico                          |                                              |                                              |                                              |                                              |
| 17                                           | Kenan Yılmaz                                 | 1 novembre 1953                              | 17 maggio 1954                               |                                              | Partito Democratico                          |                                              |                                              |                                              |                                              |
| 18                                           | Ethem Menderes                               | 17 maggio 1954                               | 15 settembre 1955                            |                                              | Partito Democratico                          |                                              |                                              |                                              |                                              |
| 19                                           | Mehmet Fuad Köprülü (vice)                   | 15 settembre 1955                            | 9 dicembre 1955                              |                                              | Partito Democratico                          |                                              |                                              |                                              |                                              |
| 20                                           | Adnan Menderes (vice)                        | 9 dicembre 1955                              | 28 luglio 1957                               |                                              | Partito Democratico                          |                                              |                                              |                                              |                                              |
| 21                                           | Şemi Ergin                                   | 28 luglio 1957                               | 19 gennaio 1958                              |                                              | Partito Democratico                          |                                              |                                              |                                              |                                              |
| 22                                           | Ethem Menderes                               | 19 gennaio 1958                              | 27 maggio 1960                               |                                              | Partito Democratico                          |                                              |                                              |                                              |                                              |
| 23                                           | Cemal Gürsel                                 | 30 maggio 1960                               | 9 giugno 1960                                |                                              | Militare                                     |                                              |                                              |                                              |                                              |
| 24                                           | Hüseyin Ataman                               | 22 ottobre 1960                              | 5 gennaio 1961                               |                                              | Militare                                     |                                              |                                              |                                              |                                              |
| 25                                           | Muzaffer Alankuş                             | 5 gennaio 1961                               | 3 luglio 1961                                |                                              | Militare                                     |                                              |                                              |                                              |                                              |
| 26                                           | İlhami Sancar                                | 20 novembre 1961                             | 20 febbraio 1965                             |                                              | Partito Popolare Repubblicano                |                                              |                                              |                                              |                                              |
| 27                                           | Hasan Dinçer                                 | 20 febbraio 1965                             | 10 agosto 1965                               |                                              | Partito della Giustizia                      |                                              |                                              |                                              |                                              |
| 28                                           | Mustafa Hazım Dağlı                          | 10 agosto 1965                               | 27 ottobre 1965                              |                                              | Partito della Giustizia                      |                                              |                                              |                                              |                                              |
| 29                                           | Ahmet Topaloğlu                              | 27 ottobre 1965                              | 26 marzo 1971                                |                                              | Partito della Giustizia                      |                                              |                                              |                                              |                                              |
| 30                                           | Ferit Melen                                  | 26 marzo 1971                                | 22 maggio 1972                               |                                              | Partito Repubblicano della Fiducia           |                                              |                                              |                                              |                                              |
| 31                                           | Mehmet İzmen                                 | 22 maggio 1972                               | 15 aprile 1973                               |                                              | Partito della Giustizia                      |                                              |                                              |                                              |                                              |
| 32                                           | İlhami Sancar                                | 15 aprile 1973                               | 26 gennaio 1974                              |                                              | Partito Popolare Repubblicano                |                                              |                                              |                                              |                                              |
| 33                                           | Hasan Esat Işık                              | 26 gennaio 1974                              | 17 novembre 1974                             |                                              | Partito Popolare Repubblicano                |                                              |                                              |                                              |                                              |
| 34                                           | İlhami Sancar                                | 17 novembre 1974                             | 31 marzo 1975                                |                                              | Partito Popolare Repubblicano                |                                              |                                              |                                              |                                              |
| 35                                           | Ferit Melen                                  | 31 marzo 1975                                | 21 giugno 1977                               |                                              | Partito Repubblicano della Fiducia           |                                              |                                              |                                              |                                              |
| 36                                           | Hasan Esat Işık                              | 21 giugno 1977                               | 21 luglio 1977                               |                                              | Partito Popolare Repubblicano                |                                              |                                              |                                              |                                              |
| 37                                           | Sadettin Bilgiç                              | 21 luglio 1977                               | 18 ottobre 1977                              |                                              | Partito della Giustizia                      |                                              |                                              |                                              |                                              |
| 38                                           | Cihat Bilgehan (vice)                        | 14 ottobre 1977                              | 28 ottobre 1977                              |                                              | Partito della Giustizia                      |                                              |                                              |                                              |                                              |
| 39                                           | Turhan Kapanlı                               | 1 novembre 1977                              | 5 gennaio 1978                               |                                              | Partito della Giustizia                      |                                              |                                              |                                              |                                              |
| 40                                           | Hasan Esat Işık                              | 5 gennaio 1978                               | 16 gennaio 1979                              |                                              | Partito Popolare Repubblicano                |                                              |                                              |                                              |                                              |
| 41                                           | Neşet Akmandor                               | 16 gennaio 1979                              | 12 novembre 1979                             |                                              | Partito Popolare Repubblicano                |                                              |                                              |                                              |                                              |
| 42                                           | Ahmet İhsan Birincioğlu                      | 12 novembre 1979                             | 12 settembre 1980                            |                                              | Partito della Giustizia                      |                                              |                                              |                                              |                                              |
| 43                                           | Haluk Bayülken                               | 20 settembre 1980                            | 13 dicembre 1983                             |                                              | Militare                                     |                                              |                                              |                                              |                                              |
| 44                                           | Zeki Yavuztürk                               | 13 dicembre 1983                             | 21 dicembre 1987                             |                                              | Partito della Madrepatria                    |                                              |                                              |                                              |                                              |
| 45                                           | Ercan Vuralhan                               | 21 dicembre 1987                             | 30 marzo 1989                                |                                              | Partito della Madrepatria                    |                                              |                                              |                                              |                                              |
| 46                                           | Safa Giray                                   | 30 marzo 1989                                | 19 ottobre 1990                              |                                              | Partito della Madrepatria                    |                                              |                                              |                                              |                                              |
| 47                                           | Güneş Taner (vice)                           | 19 ottobre 1990                              | 28 ottobre 1990                              |                                              | Partito della Madrepatria                    |                                              |                                              |                                              |                                              |
| 48                                           | Hüsnü Doğan                                  | 28 ottobre 1990                              | 22 febbraio 1991                             |                                              | Partito della Madrepatria                    |                                              |                                              |                                              |                                              |
| 49                                           | Mehmet Yazar                                 | 1 marzo 1991                                 | 23 giugno 1991                               |                                              | Partito della Madrepatria                    |                                              |                                              |                                              |                                              |
| 50                                           | Barlas Doğu                                  | 23 giugno 1991                               | 20 novembre 1991                             |                                              | Partito della Madrepatria                    |                                              |                                              |                                              |                                              |
| 51                                           | Nevzat Ayaz                                  | 20 novembre 1991                             | 24 ottobre 1993                              |                                              | Partito della Retta Via                      |                                              |                                              |                                              |                                              |
| 52                                           | Mehmet Gölhan                                | 24 ottobre 1993                              | 5 ottobre 1995                               |                                              | Partito della Retta Via                      |                                              |                                              |                                              |                                              |
| 53                                           | Vefa Tanır                                   | 5 ottobre 1995                               | 6 marzo 1996                                 |                                              | Partito della Retta Via                      |                                              |                                              |                                              |                                              |
| 54                                           | Mahmut Oltan Sungurlu                        | 6 marzo 1996                                 | 28 giugno 1996                               |                                              | Partito della Madrepatria                    |                                              |                                              |                                              |                                              |
| 55                                           | Turhan Tayan                                 | 28 giugno 1996                               | 30 giugno 1997                               |                                              | Partito della Retta Via                      |                                              |                                              |                                              |                                              |
| 56                                           | İsmet Sezgin                                 | 30 giugno 1997                               | 11 gennaio 1999                              |                                              | Partito Democratico                          |                                              |                                              |                                              |                                              |
| 57                                           | Hikmet Sami Türk                             | 11 gennaio 1999                              | 28 maggio 1999                               |                                              | Partito della Sinistra Democratica           |                                              |                                              |                                              |                                              |
| 58                                           | Sabahattin Çakmakoğlu                        | 28 maggio 1999                               | 18 novembre 2002                             |                                              | Partito del Movimento Nazionalista           |                                              |                                              |                                              |                                              |
| 59                                           | Vecdi Gönül                                  | 18 novembre 2002                             | 6 luglio 2011                                |                                              | Partito della Giustizia e dello Sviluppo     |                                              |                                              |                                              |                                              |
| 60                                           | İsmet Yılmaz                                 | 7 luglio 2011                                | 1 luglio 2015                                |                                              | Partito della Giustizia e dello Sviluppo     |                                              |                                              |                                              |                                              |
| 61                                           | Vecdi Gönül                                  | 3 luglio 2015                                | 24 novembre 2015                             |                                              | Partito della Giustizia e dello Sviluppo     |                                              |                                              |                                              |                                              |
| 62                                           | İsmet Yılmaz                                 | 24 novembre 2015                             | 24 maggio 2016                               |                                              | Partito della Giustizia e dello Sviluppo     |                                              |                                              |                                              |                                              |
| 63                                           | Fikri Işık                                   | 24 maggio 2016                               | 19 luglio 2017                               |                                              | Partito della Giustizia e dello Sviluppo     |                                              |                                              |                                              |                                              |
| 64                                           | Nurettin Canikli                             | 19 luglio 2017                               | 10 luglio 2018                               |                                              | Partito della Giustizia e dello Sviluppo     |                                              |                                              |                                              |                                              |
| 65                                           | Hulusi Akar                                  | 10 luglio 2018                               | 3 giugno 2023                                |                                              | Indipendente                                 |                                              |                                              |                                              |                                              |
| 66                                           | Yaşar Güler                                  | 4 giugno 2023                                | in carica                                    | Indipendente                                 |                                              |                                              |                                              |                                              |                                              |